# Journal of Medical Biochemistry
Journal of Medical Biochemistry је међународни научни часопис са отвореним приступом садржају који се бави питањима из области медицинске биохемије, клиничке хемије и сродних научних дисциплина. Излази од 1982. године.

## О часопису
Издавач часописа је Друштво медицинских биохемичара Србије (ДМБС). Часопис објављује радове из области хумане медицинске биохемије, клиничке хемије, молекуларне биологије, имунохемије, као и других области лабораторијске медицине од интереса. Објављује и низ техничких извештаја везаних за рад ДМБС, активности Међународне федерације за клиничку хемију (International Federation of Clinical Chemistry, IFCC), Европске федерације за клиничку хемију и лабораторијску медицину (European Federation of Clinical Chemistry and Laboratory Medicine, EFLM), и Балканске клиничко-лабораторијске федерације (Balkan Clinical Laboratory Federation, BCLF).,

### Историјат
Друштво медицинских биохемичара Југославије отпочело је 1982. године са издавањем научног и стручног часописа „Југословенска медицинска биохемија“, са седиштем уредништва у Загребу, Хрватска. Седиште се премешта у Београд 1992. године. „Југословенска медицинска биохемија“ издавана је у једном волумену са четири броја годишње. Institute for Scientific Information (ISI) отпочео је од 1994. године да индексира часопис у својим издањима Research Alert и Biochemistry and Biophysics Citation Index, кад је часопис добио и први импакт фактор, па све до 2004. године, кад се због политичких и административних пропуста часопис брише из рефереисања. Године 2007. часопис мења име у „Journal of Medical Biochemistry“, када почиње да излази и електронско издање на веб сајту компаније Versita, Пољска, а од 2014. године компанија Versita постаје De Gruyter Open. Тако, почев од годишта 26/2007. часопис у потпуности излази на енглеском језику са кратким садржајем на српском језику]. Јоurnal Citation Reports (JCR), Thomson Reuters часопису додељује нови импакт фактор 2011. године. Од 2014. године „Journal of Medical Biochemistry“ је члан Committee on Publication Ethics (COPE), European Association of Science Editors (EASE) и World Association of Ethics (WAME)

### Периодичност излажења
Часопис излази четири пута годишње (март, јун, септембар, децембар).

## Уредници
- Др Неда Лонгино (1982–1988)
- Dr Ernest Suchanek (1988–1992)
- Проф. др Нада Мајкић-Singh (1992 – )

Часопис има међународни редакциони одбор са бројним домаћим и страним стручњацима из области лабораторијске медицине.

## Аутори прилога
Аутори потичу из целог света.

## Теме
- Медицинска биохемија
- Клиничка хемија
- Молекуларна биологија
- Имунохемија
- Лабораторијска медицина

## Електронски облик часописа
Приступ садржају електронског облика часописа „Journal of Medical Biochemistry“ (eISSN 1452-8266) је отвореног типа на веб сајту De Gruyter Open.

## Индексирање у базама података
- AGRICOLA (National Agricultural Library)
- Baidu Scholar
- Bowker International Serials Database
- Bulletin Scientifique
- CABI (over 50 subsections)
- Celdes
- Chemical Abstracts Service (CAS) - CAplus
- Chemical Abstracts Service (CAS) - SciFinder
- ChemWeb
- CNKI Scholar (China National Knowledge Infrastructure)
- CNPIEC
- DOAJ (Directory of Open Access Journals)[5]
- EBSCO (relevant databases)
- EBSCO Discovery Service
- Elsevier - BIOBASE/CABS (Current Awareness in Biological Sciences)
- Elsevier - EMBASE
- Elsevier - SCOPUS
- Genamics JournalSeek
- Google Scholar
- J-Gate
- JournalTOCs
- KoBSON[4]
- Meta (formerly Sciencescape)
- Naviga (Softweco)
- Primo Central (ExLibris)
- ProQuest (relevant databases)
- PubsHub
- ReadCube
- Referativnyi Zhurnal (VINITI)
- ResearchGate
- SCImago (SJR)
- Summon (Serials Solutions/ProQuest)
- TDOne (TDNet)
- Thomson Reuters - Journal Citation Reports/Science Edition
- Thomson Reuters - Science Citation Index Expanded
- Ulrich's Periodicals Directory/ulrichsweb
- WorldCat (OCLC)[6]